# Абрамова, Дарья Алексеевна
Дарья Алексеевна Абрамова (род. 17 апреля 1990, Щёкино, Тульская область) — российская боксёрша. Заслуженный мастер спорта России (2017), бронзовый призёр чемпионата мира (2012), бронзовый призёр Европейских игр (2019), чемпионка Европы (2016), серебряный призёр чемпионата Европы (2018), чемпион мира среди военнослужащих (2021), серебряный призёр Боливарианских АЛБА игр (2023), восьмикратная чемпионка России (2013, 2014, 2015, 2016, 2018, 2020, 2021, 2023), пятикратный серебряный призёр чемпионата России (2008, 2009, 2011, 2019, 2022), серебряный призёр Всероссийской Спартакиады (2022), многократный победитель и призёр международных и национального первенств в любителях.

## Биография
Родилась 17 апреля 1990 года в городе Щёкино, в Тульской области, в РСФСР, в СССР.
Выпускница ТГПУ им. Льва Толстого по специальности учитель физкультуры.

## Любительская карьера
Воспитанница боксёрской школы города Щёкино (Тульская область). Боксом занимается с 2003 года, до этого два года занималась кикбоксингом. Первый тренер Дарьи — Д. Б. Кузнецов. В настоящее время её тренируют Д. Б. Кузнецов и С. И. Ребрик. На внутренних соревнованиях представляет Рязанскую область и Тульскую область.
Пятикратный серебряный призёр чемпионата России (2008, 2009, 2011, 2019, 2022).
Восьмикратная чемпионка России (2013, 2014, 2015, 2016, 2018, 2020, 2021, 2023).
Победитель первенства Европы 2008 года. В 2009 году выиграла молодёжное первенство Европы.
В мае 2012 года стала бронзовым призёром чемпионата мира в категории до 64 кг.
В октябре 2016 года стала чемпионкой Европы в Софии (Болгария), в категории до 60 кг, где она в финале победила бронзовую призёрку чемпионата мира и бронзовую призёрку Олимпиады-2016 финку Миру Потконен.
В июне 2018 года стала серебряным призёром на чемпионате Европы в Софии, в категории до 57 кг, в финале проиграв опытной болгарке Станимире Петровой.
В июне 2019 года стала бронзовым призёром на Европейских играх в Минске, в весе до 57 кг, где она в полуфинале со счётом 2:3 проиграла опытной ирландке Микаэле Уолш.
В конце сентября 2021 года стал чемпионом на 58-м чемпионате мира среди военнослужащих в Москве (Россия) проведённого под эгидой Международного совета военного спорта, в финале единогласным решением судей победив монгольскую боксёршу Болортуул Тумурхуяг.

### 2023 год
В апреле 2023 года стала серебряным призёром в весе до 57 кг на V-х Боливарианских АЛБА игр в Каракасе (Венесуэла), где она в финале проиграла венесуэлке Каролине Чеговиа.
В ноябре 2023 года, в Уфе стала восьмикратной чемпионкой России в весе до 57 кг, в финале по очкам 5:0 победив Людмилу Воронцову.